# Stade de l'Épopée
O Stade de l'Épopée é um estádio de futebol localizado na cidade de Calais, na França.
O primeiro jogo disputado no estádio foi uma vitória de 4–1 para o Stade Lavallois sobre o ex-locatário Calais RUFC em 27 de setembro de 2008. Comporta 12 432 espectadores.